# БК Будивелник
„Будивелник“ на украински: „Будiвельник“ е баскетболен клуб от Киев.
Клубът е основан през 1947 г. Членува в Украинската баскетболна суперлига. Играе мачовете си в зала на Двореца на спорта, която е с капацитет от 7000 места. Той е 9 пъти шампион на Украйна и носител на 3 купи на Украйна при мъжете.

## Успехи
- 9 пъти шампион (1992, 1997, 2011, 2013, 2014).
- 3 носител на Купата на Украйна (2012, 2014, 2015)